# 基督在橄榄山上 (卡拉瓦乔)
《基督在橄榄山上》（義大利語：Cristo nell'orto degli ulivi）是意大利巴洛克大师卡拉瓦乔（1571年－1610年）的一幅画作，绘于1604年－1606年，原藏于柏林腓得烈皇帝博物馆美术馆，1945年毁于战火。
这幅画的真实性一直存在争议，但文森佐·朱斯蒂亚尼和贝内代托·朱斯蒂亚尼枢机主教兄弟的藏品，其尺寸与朱斯蒂亚尼清单中列出的同一主题的卡拉瓦乔的尺寸几乎相同，是一个很好的证明。